# بوسیا (پیمونت)
بوسیا (به ایتالیایی: Bosia) یک کومونه در ایتالیا است که در استان کونیو واقع شده‌است.

## خصوصیات
بوسیا ۵٫۶ کیلومترمربع مساحت و ۲۰۸ نفر جمعیت دارد.